# Elizaveta Grigor'evna Volkonskaja
La principessa Elizaveta Grigor'evna Volkonskaja (Roma, 19 ottobre 1838 – San Pietroburgo, 15 febbraio 1897) è stata una nobildonna russa.

## Biografia
Elizaveta era la figlia del principe Grigorij Petrovič Volkonskij, e di sua moglie, Marija Aleksandrovna Benckendorff, figlia ed erede del conte Aleksandr Benckendorff. Ha trascorso l'infanzia e la giovinezza a Roma, dove suo padre ha servito nell'ambasciata presso la Santa Sede. Fin dall'infanzia, si è distinta per una profonda religiosità, nella sua giovinezza ha comunicato molto con Zinaida Volkonskaja, che era sua nipote. Zinaida influenzò la formazione nella fede cattolica della giovane principessa Elizaveta.

## Matrimonio
Sposò, il 24 maggio 859 a Ginevra, il principe Michail Sergeevič Volkonskij (22 marzo 1832–20 dicembre 1909), figlio del decabrista Sergej Grigor'evič Volkonskij. Ebbero sei figli:
- Sergej Michajlovič (1860-1937);
- Pëtr Michajlovič (1861-1948);
- Marija Michajlovna (1863-1943);
- Grigorij Michajlovič (1864-1912);
- Aleksandr Michajlovič (1866-1934);
- Vladimir Michajlovič (1868-1953).

Subito dopo le nozze, si trasferì con lui in Russia. Nella sua casa di San Pietroburgo, la principessa organizzò un salone, che era uno dei centri della vita culturale della capitale e tra i suoi ospiti c'erano: Tyutchev, Polonskij, Tolstoj, Majkov e Turgenev.
Nonostante una vita familiare piena, dedicò molto tempo alla ricerca teologica e storico-ecclesiastica; già in età adulta imparò il latino e il greco. Gli studi l'hanno portata alla conclusione sulla verità del primato papale e sull'interpretazione cattolica della storia del cristianesimo nel I millennio, e inoltre, secondo la sua ricerca, hanno rivelato numerose distorsioni e inserimenti tendenziosi nelle traduzioni russe dei testi patristici.
Nel 1887 pubblicò a Berlino il libro "On the Church", che forniva un'analisi dettagliata di tutte le distorsioni dei testi patristici nelle traduzioni russe e difendeva il punto di vista cattolico. Il libro ha causato grande confusione nei circoli ufficiali dell'ortodossia russa. Il procuratore generale Konstantin Petrovič Pobedonoscev la definì "la donna più pericolosa della Russia". Il libro venne proibito in tutto l'impero. I suoi oppositori ufficiali erano il professore dell'Accademia di Kazan, Nikolaj Jakovlevič Belyaev,  il rettore della cattedrale di Kazan', l'Arciprete Aleksandr Alekseevič Lebedev, e il professor Aleksandr Lvovič Katanskij. Un'analisi delle loro confutazioni fu inclusa nel secondo libro della principessa Volkonskaja, "Tradizione ecclesiastica e letteratura teologica russa: un confronto critico" (1898)", pubblicato dopo la sua morte grazie agli sforzi di suo figlio Sergej. 
Nel 1887, la principessa Volkonskaja si convertì ufficialmente alla chiesa cattolica e intorno a lei si formò un piccolo circolo cattolico a San Pietroburgo. Sebbene la conversione dei russi al cattolicesimo fino al 1905 fosse legalmente proibita nell'impero russo e i trasgressori fossero puniti con l'espulsione dal paese e la privazione dei diritti di proprietà, le autorità non toccarono la principessa Volkonskaja. Ciò era probabilmente dovuto al suo alto status sociale e persino al patrocinio personale dell'imperatore Alessandro III, che disse: "Ma per me rimarrà comunque ortodossa". 
Oltre alla famiglia e alla teologia, la principessa Volkonskaja ha dedicato la maggior parte del suo tempo alla carità. Su sua iniziativa, nel 1868, fu creata la St. Petersburg Charitable Society, che contava fino a 100 persone tra l'aristocrazia, i grandi mercanti, gli scrittori, scienziati e membri del mondo dell'arte.  La principessa ricoprì la carica di presidentessa della società fino alla sua morte. Inoltre, divenne anche la fondatrice della "Società per la cura dei convalescenti e dei deboli". Nelle sue attività sociali, ha cercato di risvegliare in Russia, principalmente nei circoli governativi e commerciali e industriali, l'interesse per la riforma del calendario, che avrebbe portato alla sostituzione del calendario giuliano con il gregoriano.
Il suo più stretto collaboratore in Russia era il filosofo Vladimir Sergeevič Solov'ëv. Il primo volume del libro di Solov'ëv "La storia e il futuro della teocrazia" è stato pubblicato con il sostegno finanziario e morale della principessa Volkonskaja.
Si considerava un'ardente sostenitrice della libertà di coscienza.

## Morte
La principessa morì il 15 febbraio 1897 a San Pietroburgo di polmonite. Fu sepolta nel cimitero nella tenuta della famiglia a Keila, vicino a Tallinn.